# Carrie Best
Pour les articles homonymes, voir Best.
Carrie M. Best, OC, née à New Glasgow le 4 mars 1903 et morte le 24 juillet 2001 dans la même ville,  est une journaliste canadienne. Elle crée en 1946 et dirige The Clarion, journal qui lutte contre le racisme et la discrimination visant les Afro-Canadiens. 

## Biographie
Carrie Prevoe naît à New Glasgow en 1903, fille de James et Georgina Prevoe. Elle épouse Albert Theophilus Best, porteur de bagages des chemins de fer.

## L'affaire du cinéma Roseland
En 1941, elle tente avec son fils d'occuper les places du parterre de la section « réservées aux Blancs » du cinéma Roseland de New Glasgow plutôt que d'aller à l'espace du balcon imposé aux Noirs comme le stipule les billets qu'elle laisse au comptoir du guichet de vente. Son fils et elle sont expulsés brutalement par la police mandée par le directeur pour trouble à la paix. Sa plainte contre le cinéma n'aboutit pas et elle est déboutée le 12 mai 1942 et condamnée aux dépens.

## Activités éditoriales
Elle fonde en 1946 le périodique The Clarion dont l'un des sous-titres est « For inter-racial understanding and good-will », qui prend ensuite le titre de The Negro citizen : published in the interest Canadian Negroes and for interracial understanding and good will.
Elle anime également une émission de radio, The Quiet Corner, de 1952 à 1964, et publie des chroniques dans The Pictou Advocate, un périodique de Pictou, de 1968 à 1975.
Son fils James Calbert Best (en), qui a participé à la fondation de The Clarion, est devenu haut fonctionnaire, haut-commissaire à Trinité-et-Tobago. 
En 1977, elle publie son autobiographie, intitulée That Lonesome Road. Elle meurt à 98 ans à New Glasgow.

## Hommages et distinctions
- 1974 : nomination dans l'Ordre du Canada. Elle est promue officière en 1979.
- 1975 : docteure honoris causa (LL.D.) de l'université Saint-Francis-Xavier, à Antigonish, en Nouvelle-Écosse[1]
- 1992 :  docteure honoris causa de l'université de King's College, à Halifax[1]
- 2002 : ordre de la Nouvelle-Écosse à titre posthume[4]
- 2011 : un timbre canadien de 59 cents est créé en son honneur le 1er février 2011[5]
- Une bourse d'études de premier cycle destinée aux étudiants afro-canadiens et autochtones canadiens est fondée en son honneur par l'université de King's College[1].